# Fresnay-sur-Sarthe
Fresnay-sur-Sarthe es una comuna nueva francesa situada en el departamento de Sarthe, de la región de Países del Loira.

## Historia
Fue creada el 1 de enero de 2019, en aplicación de una resolución del prefecto de Sarthe de 30 de noviembre de 2018 con la unión de las comunas de Coulombiers, Fresnay-sur-Sarthe y Saint-Germain-sur-Sarthe, pasando a estar el ayuntamiento en la antigua comuna de Fresnay-sur-Sarthe.

## Demografía
Según los datos aportados en la resolución del prefecto de Sarthe, la comuna nueva se crea con 3107 habitantes.

## Composición
| Comuna fusionada         | Código INSEE | Población (2016) | Superficie (km²) | Densidad (hab./km²) |
| ------------------------ | ------------ | ---------------- | ---------------- | ------------------- |
| Coulombiers              | 72097        | 476              | 12.34            | 39                  |
| Fresnay-sur-Sarthe       | 72138        | 1984             | 2.1              | 945                 |
| Saint-Germain-sur-Sarthe | 72284        | 566              | 14.76            | 38                  |